# 板谷謹悟
板谷 謹悟（いたや きんご、1949年4月5日 - ）は日本の化学者。東北大学名誉教授・工学部客員教授（東北大学多元物質科学研究所河村研究室産学連携研究員）、熊本大学客員教授（非常勤）。専門は電気化学。北海道出身。
電気化学走査トンネル顕微鏡（電気化学STM）を世界で初めて開発するなどの功績により、1996年に「仁科賞」。

## 略歴
- 1972年（昭和47年）3月 東北大学工学部応用化学科卒業
- 1974年（昭和49年）3月 東北大学大学院工学研究科（応用化学専攻）修士課程修了
- 1977年（昭和52年）3月 東北大学大学院工学研究科（応用化学専攻）博士課程修了
- 1977年（昭和52年）4月 東北工業大学非常勤講師
- 1977年（昭和52年）9月 米国テキサス州立大学（オースチン）化学科博士研究員。
- 1979年（昭和54年）4月 東北大学電気通信研究所助手
- 1982年（昭和57年）4月 東北大学工学部助手（化学工学科)
- 1984年（昭和59年）10月 東北大学工学部助教授
- 1991年（平成3年）12月 東北大学工学部教授
- 2007年（平成19年）10月 東北大学原子分子材料科学高等研究機構 (WPI) 主任研究員
- 2012年（平成24年）3月 定年退職

## 研究歴
- 1992年10月 - 1997年9月 科学技術振興事業団創造科学技術推進事業 (ERATO)「板谷固液界面プロジェクト」総括責任者。
- 2002年11月 - 2008年3月 科学技術振興機構戦略的創造推進事業 (CREST)「固液界面のアトムプロセスの解明とその応用」研究代表者。
- 2008年6月 - 2011年 新エネルギー・産業技術総合開発機構 (NEDO) 委託研究
「ナノレベルで構造制御された有機半導体結晶の製造法と有機電子デバイスへの展開」研究開発責任者。

## 受賞
- 日本化学会 進歩賞（1983年）
- 日本化学会 学術賞（1993年）
- 市村学術賞 貢献賞（1996年）
- 仁科記念賞（1996年）
- 日本化学会賞（2005年）
- 加藤記念賞（2008年）

## 栄典
- 紫綬褒章 (2003年)[1]
- 瑞宝中綬章（2021年）[2][3]